# Шестаков Євген Вікторович
Євген Вікторович Шестаков (24 листопада 1964, Камишлов, Свердловська область) — російський письменник-гуморист, автор монологів, актор, блогер.
Автор серії роликів «Гітлер і ...», перший з яких отримав назву «Гітлер і скайп», а також серії відеороликів про Лаврентія Августовича і його помічника Шурку.

## Біографія
У віці двох років переїхав у місто Новокузнецьк, де закінчив школу № 87. Навчався в Томському університеті на історичному факультеті, але навчання не закінчив. Видавав рукописний журнал «РучейникЪ», де користувався псевдонімом «Карл Тойфель». У 1984 проходив військову службу в Тоцький-4, в комендантській роті мотострілецької дивізії в званні сержанта.
Він писав сценарії для команди КВК «Дитячий лейтенант Шмідт». Публікується в різних журналах, працював на радіо та телебаченні. Коли у Геннадія Хазанова відбувся концерт у Томську, Євгеній на виході зустрів артиста і подав йому папку зі своїми композиціями. Тексти Хазанова були відредаговані, і він заявив про Шестакова в Москві. Пока не було квартири, Євгеній жив на дачі у Хазанова.
Євген Шестаков — автор монологів, що виконувалися на естраді Юхимом Шифріним, Геннадієм Хазановим, Михайлом Євдокимовим, Михайлом Грушевським. Намагався співпрацювати з Михайлом Задорновим, але досвід був невдалим: Задорнов пропонував Шестакову 500 доларів за написані тексти в обмін на те, що останній відмовиться від свого авторства.
Написав книги «П'яні їжачки», «П'яні казки», «Дятел обладнаний дзьобом». Автор мініатюри «Ведмідь і баби» і «Пісні про кота».
Публікувався в ряді періодичних видань, серед яких: «Вогник», «Магазин», «Московський комсомолець», «Літературна газета», «Століття». Робив передачі на ОРТ (зокрема, деякий час був причетний до випуску гумористичної програми «З легким паром!», яку вів Михайло Євдокимов) і «Радіо Свобода». Брав участь в програмі Євгена Петросяна «Криве дзеркало».
Також, він — автор роликів (текст і голос) «Гітлер і скайп», «Гітлер про torrents.ru» і інших відео цієї серії, зробленої у співпраці з А. Бочаровим. Один час разом з ним робив «непідцензурний і уморний» інтернет-канал «Хультура».
Автор серії відеороликів про депутата Лаврентія Августовича (вик. Е. Шестаков) і його помічника Шурку (А. Бочаров) і політичного відеоблогу.
Його мініатюри, які він пише від осіб деяких політиків, часто приймають на віру, що викликає обурення у фігурантів, зокрема у Мединського і Валуєва .

### Громадська позиція
Відвідував акцію протесту на Болотній площі після того, як опозиційно налаштовані організації право-ліберального спрямування заявили про фальсифікації на виборах в Державну думу у грудні 2011 року. На своїх сторінках у соціальних мережах неодноразово висміював багато російських реалій зразка початку і середини 2010-х років, зокрема мілітаризм і культ особистості Путіна, московські пробки і політику Собяніна, міністра закордонних справ РФ Сергія Лаврова і міністра культури Володимира Мединського.

## Нагороди
Лауреат премії «Тріумф», премії «Золоте теля» «Літературної Газети» («Клубу 12 стільців»), московського кубка гумору та ін.

## Особисте життя
- Колишня дружина — Тетяна

Євген Вікторович проживає в Підмосков'ї.